# Південна Пасатна течія
Південна Пасатна течія в західній традиції Південна Екваторіальна течія — тепла поверхнева течія в південних тропічних широтах Світового океану, що пливе зі сходу на захід. Виникає під дією пасатів. В Тихому океані є продовженням Перуанської течії, в Атлантичному — Бенгельської, в Індійському — Західно-Австралійської, які прогріваючися під жарким тропічним сонечком переходять в Південну Пасатну течію на підході до екватора та відхиляючися на захід.